# Planet Word
Planet Word é um museu de artes da linguagem inaugurado em Washington, D.C., em outubro de 2020. O museu é descrito como "O museu onde a linguagem ganha vida" e apresenta exposições dedicadas a tópicos como a história da Língua Inglesa, como as crianças aprendem as palavras e como a música e a publicidade usam as palavras. Ele está localizado na Franklin Square na histórica Franklin School.
O museu foi criado por Ann B. Friedman, uma filantropa e ex-professora de leitura casada com o colunista de opinião do New York Times Tom Friedman. O museu ocupa o edifício histórico da Franklin School, projetado por Adolf Cluss e localizado na Franklin Square entre as ruas 13th e K Street.
Speaking Willow, uma escultura de árvore interativa com detecção de movimento, é uma exposição criada por Rafael Lozano-Hemmer que sussurra aos visitantes em centenas de idiomas diferentes quando eles entram no museu. Esta escultura interativa foi entregue pelo Public Art Fund em colaboração com a fundação de arte UAP. Outras exposições notáveis dentro do museu incluem Primeiras palavras, De onde vêm as palavras? e a palavra falada.

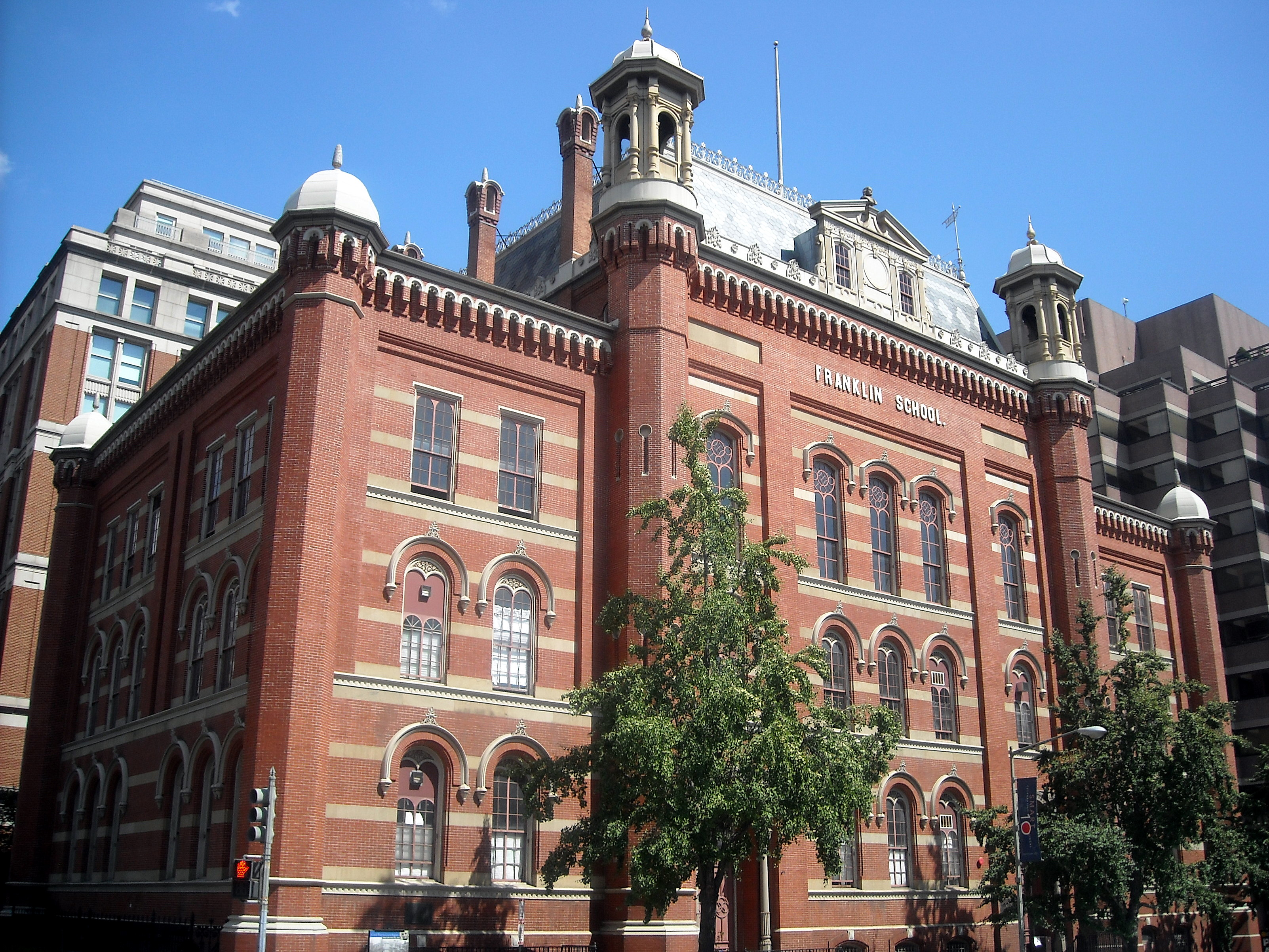
A Franklin School, onde fica o museu